# Ciudad Madero
Ciudad Madero ist eine Stadt im mexikanischen Bundesstaat Tamaulipas. Sie hat knapp 200.000 Einwohner (Stand 2010) und liegt am Río Pánuco. Die Stadt entstand durch eine Siedlung im Jahr 1807 und wurde 1930 nach Francisco Madero benannt, einem früheren Präsidenten Mexikos.
Obwohl sie über verschiedene größere, mittlere und kleine Industrien verfügt, ist die Ölindustrie (durch die Petróleos Mexicanos) am bedeutsamsten. Denn die Stadt ist heute die sogenannte Ölhauptstadt von Mexiko, ihre Raffinerie eine der modernsten von Lateinamerika. Bereits in den 1970er Jahren wurde die Hafenstadt Ciudad Madero an das benachbarte Tampico angegliedert. Die beiden Städte teilen sich heute sogar den gemeinsamen Fußballverein Tampico-Madero FC, dessen Stadion auf halbem Wege zwischen den beiden Orten liegt.
Im Jahr 1954 wurde eine technische Fachhochschule, das Instituto Tecnológico de Ciudad Madero, gegründet.

## Söhne und Töchter der Stadt
- Pepe Jara (1928–2005), Sänger
- Antonio Salazar Castillo (1989–2022), Fußballspieler
- Cristina Ferral (* 1993), Fußballspielerin